# Línea Roja (Namibia)

La "línea roja" en el suroeste de África a partir de 1966

La Línea Roja de Namibia, también conocida como la valla de cordón veterinario (VCF) es una valla de exclusión de plagas que separa el norte de Namibia de las partes central y meridional del país. Encubre varias regiones septentrionales: Región de Oshana, Región de Kavango del Este, región de Omusati, región de Zambezi, región de Omaheke, región de Kunene y partes de la región de Khomas y la región de Oshikoto. Al sur de la valla hay hoy en día granjas comerciales donde los granjeros, muchos de los cuales son blancos, son propietarios de la tierra. La mayoría de estas granjas están cercadas y son accesibles por caminos agrícolas construidos. Al norte de la línea, por otra parte, todas las tierras de cultivo son comunales y operadas en su mayoría por granjeros negros. El ganado no está limitado por las cercas y a menudo se aventura en los caminos. La «línea roja» es una línea muy vigilada que tiene bloqueos de carretera para controlar cada vehículo que pasa.

## Historia
La demarcación se creó en 1896 con la esperanza de contener un brote de peste bovina en la  colonia alemana imperial del sudoeste de África. El Fuerte Namutoni se construyó como una estación de policía para controlar los viajes de norte a sur de la población indígena y su ganado; la línea se prolongó hasta Okaukuejo en el oeste y Otjituuo en el este. Sin embargo, la epidemia llegó a Windhoek en 1897, arrasando con la mitad de la población ganadera del pueblo Herero. Su nombre proviene de la representación en tinta roja de un mapa de 1911 creado por la administración colonial alemana. La «Línea Roja» fue cambiada varias veces y desde los años sesenta se utilizó también para aislar los brotes de  fiebre aftosa en el norte de las granjas del sur.

## Eliminación de la Línea Roja
El ganado al norte de la «Línea Roja» no puede venderse en el extranjero, mientras que los agricultores del sur pueden vender su carne en cualquier lugar. Las cuestiones relativas a las restricciones de la línea roja se han vuelto controvertidas en medio de un auge del mercado de la carne en 2008. Desde la independencia de Namibia en el decenio de 1990, el Gobierno ha estado luchando por eliminar la línea roja y permitir la prosperidad en esas regiones. Ha estado trabajando para construir infraestructuras, desconcentrar las granjas y promover la construcción de granjas en tierras vírgenes. Dado que esta línea ha estado profundamente arraigada en cuestiones políticas e históricas, el gobierno ha propuesto desarraigarla hasta la frontera con Angola. A algunos les preocupa que la enfermedad se extienda a zonas no infectadas, pero zonas como  Kunene no han tenido brotes en más de 30 años y están abogando por este movimiento de la línea.